# GTR Evolution
GTR Evolution ist eine Rennsimulation des schwedischen Entwicklers SimBin Studios, mit einer offiziellen FIA-Lizenz für die WTCC-Saison 2006 und die Saison 2007. Es ist eine Weiterentwicklung von Race07, wobei der Schwerpunkt des Spiels auf den GT-Fahrzeugen liegt, welche in drei verschiedenen Klassen antreten. Ein weiteres herausragendes Merkmal ist die Nordschleife des Nürburgrings als Strecke.
Insgesamt sind 49 Fahrzeuge in 12 Klassen enthalten, vom Produktionswagen bis hin zum WTCC-Extreme-Fahrzeug.
Es ist als Vollversion sowie als Erweiterung für Race07 erhältlich.

## Features
- 49 Fahrzeuge in 12 Klassen
- Tourenwagen, GT-Fahrzeuge, Formel-Fahrzeuge, Sportwagen, Produktionswagen
- realistisches Fahrverhalten, dynamisches Wetter sowie ein realistisches Schadensmodell
- 37 im Spiel enthaltene Rennstrecken und Streckenvariationen, sowie eine Vielzahl an hinzufügbaren Strecken
- große Community zur Fahrzeuggestaltung (Painting) und Streckengestaltung
- Fahrzeugsetups können Online getauscht/hochgeladen werden
- Offline- und Online-Version

### Fahrzeuge
- über 300 Fahrzeuge in neun verschiedenen Klassen auf 32 verschiedenen Strecken

- GT Pro
  - Aston Martin DBR9
  - Audi R8 GT
  - Corvette C5R
  - Corvette C6R
  - Dodge Viper GTS/R
  - Gumpert Apollo Pro
  - Koenigsegg CCGT
  - Lister Storm
  - Saleen S7-R

- GT Sport
  - BMW M3 GTR
  - Corvette C6 GTS
  - Marcos MarcoRelly GTS
  - Mosler MT900R
  - Seat Toledo GT
  - Spyker C8 Spyder GT2R
  - Sunred SR21

- GT Club
  - Aston Martin DBRS9
  - BMW Z4 GTR
  - Dodge Viper Competition Coupe
  - Gillet Vertigo Streiff
  - Seat Cupra GT

- WTCC Extreme
  - Alfa Romeo 156 Extreme
  - BMW 320si Extreme
  - Chevrolet Lacetti Extreme
  - Seat Leon Extreme

- Produktionswagen
  - Audi R8
  - Dodge Viper SRT/10
  - Gumpert Apollo
  - Koenigsegg CCX

- FIA WTCC 2006
  - Alfa Romeo 156
  - Alfa Romeo 156 GTA
  - BMW 320si
  - BMW 320i
  - Chevrolet Lacetti
  - Honda Accord
  - Peugeot 407
  - Seat Leon II
  - Seat Toledo

- FIA WTCC 2007
  - Alfa Romeo 156
  - BMW 320si
  - BMW 320i
  - Chevrolet Lacetti
  - Honda Accord
  - Seat Leon

- WTCC 1987
  - Alfa Romeo 75 Turbo
  - BMW M3

- Mini Challenge
  - Mini Cooper S

- Formel 3000
- Formel BMW

- Radical
  - SR3
  - SR4

- Caterham Cars
  - Caterham CSR 200
  - Caterham CSR 260
  - Caterham CSR 320

### Strecken
| - Nürburgring-Nordschleife - Nürburgring Grand Prix - Monza - Monza reverse - Monza junior - Magny-Cours - Magny-Cours National - Brands Hatch - Brands Hatch Indy - Oschersleben - Oschersleben reverse - Oschersleben B-Course - Curitiba - Curitiba reverse - Curitiba oval - Puebla - Puebla reverse | - Puebla oval - Brno - Istanbul - Valencia - Valencia reverse - Valencia national - Valencia Long - Macao - Macao reverse - Porto - Imola - Estoril - Pau - Zandvoort - Zandvoort Club - Vara Raceway - Anderstorp |